# Årstabroarna
Koordinaten: 59° 18′ 33″ N, 18° 2′ 38″ O

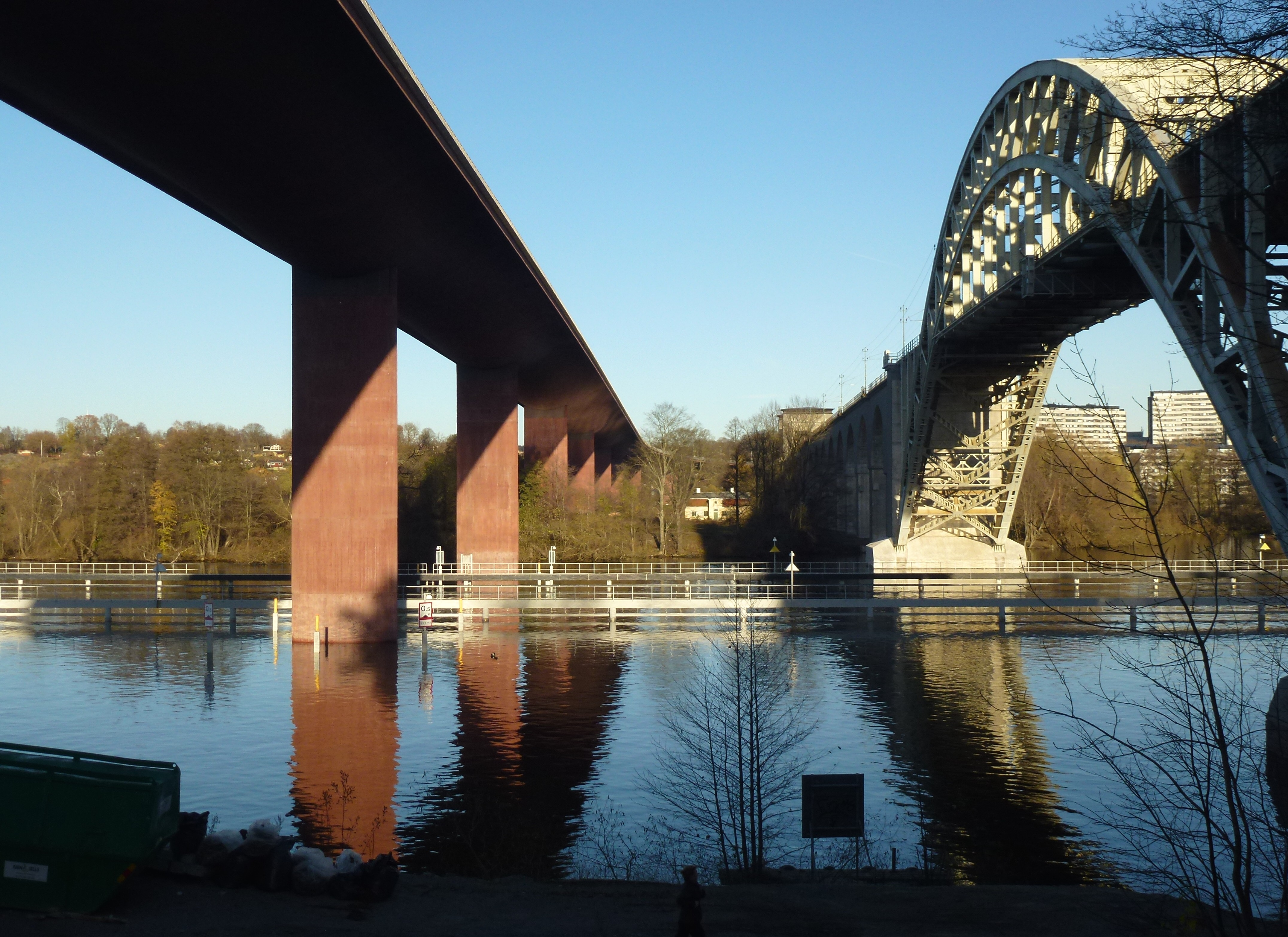
Westliche und östliche Årstabrücke, August 2008

Årstabroarna (die Årstabrücken) sind zwei parallele Eisenbahnbrücken über den Årstaviken im südlichen Stockholm, sie verbinden den Stadtteil Enskede-Årsta-Vantör mit Södermalm. Die ältere, östliche Årstabrücke stammt aus dem Jahr 1929, sie ist als öffentliches Byggnadsminne geschützt. Die neuere, westliche Årstabrücke wurde 2005 eingeweiht.

## Die östliche Årstabrücke

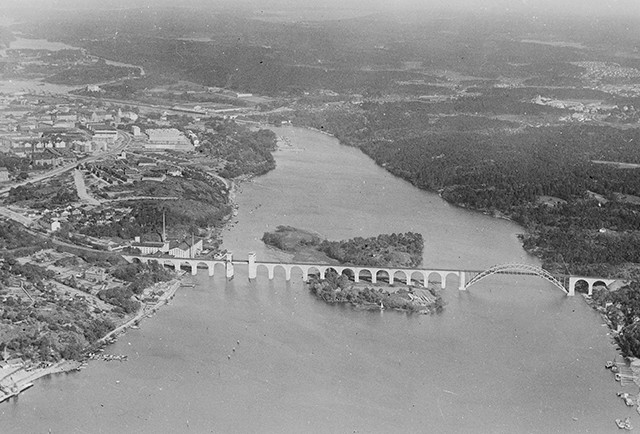
Årstabron 1930er

Die östliche, ältere Årstabrücke wurde vom Architekten Cyrillus Johansson entworfen und von Ernst Nilsson und Salomon Kasarnowsky konstruiert, zwei Ingenieure, die später beim Zustandekommen der Tranebergsbron und der Västerbron mitgewirkt hatten. Die Bauzeit betrug sechs Jahre, von 1924 bis 1929. Architekt Johansson ließ sich von antiken Aquädukten inspirieren und entwarf 19 Brückenbögen aus Beton. In der südlichen Fahrrinne überspannt ein Stahlfachwerk den Årstaviken und in der nördlichen Fahrrinne erheben sich zwei hohe Pylone, die dazu dienten, bei Bedarf ein gesamtes Fahrbahnsegment anzuheben. Über die Brücke führen zwei Eisenbahngleise. Die Brücke war auch dafür vorbereitet, eine zusätzliche Fahrbahn für den Straßenverkehr zu tragen, das wurde jedoch nie realisiert. Die Brücke wurde am 23. November 1929 von König Gustav V. eingeweiht. Ihre Länge beträgt 753 Meter, bei einer Breite von 9 Metern. Die freie Durchfahrtshöhe beträgt 26 Meter. Die alte Årstabron wurde ab 2007 umfassend renoviert. Im November 2012 wurden die Arbeiten an der Brücke selbst fertiggestellt, bis zum Sommer 2013 wurden noch eine Landungsbrücke errichtet und die Umgebung der Brücke wiederhergestellt.
Eine gewisse Berühmtheit erlangte die Årstabrücke, als sie 1982 im Musikvideo The Day Before You Came der Gruppe ABBA zu sehen war.

## Die westliche Årstabrücke

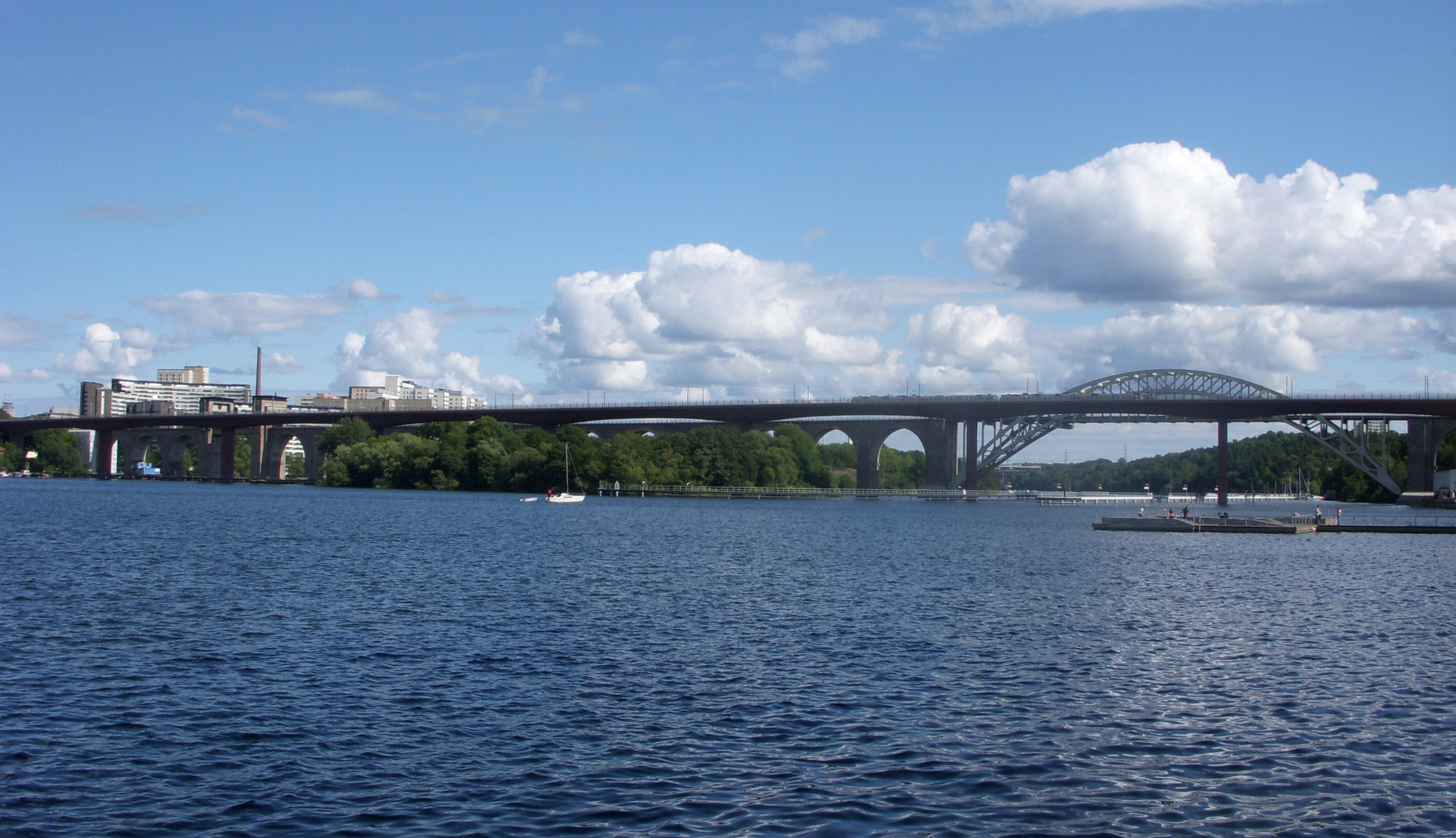
Beide Brücken von Westen aus gesehen. Die neue Brücke zeichnet sich nur als dünne Linie vor der alten ab, August 2008

Die westliche, neuere Årstabrücke wurde nötig, da der Bahnverkehr von und nach Stockholm von der alten Brücke nicht mehr ausreichend bedient werden konnte. Ein internationaler Architektenwettbewerb wurde vom Bauherrn Banverket ausgeschrieben, den der britische Architekt Norman Foster gewann. Ihm schwebte eine extrem schlanke Brücke vor, die auf keinen Fall das inzwischen beliebt gewordene Erscheinungsbild der alten Brücke stören sollte.
Im Jahr 2000 begannen die Bauarbeiten an der neuen Brücke, sie ist eine vorgespannte Stahlbetonkonstruktion, die auf zehn Pfeilern den Årstaviken überspannt. Sie war so schlank konstruiert, dass die Ingenieure des Bauunternehmens Skanska Probleme hatten, die gewaltigen Mengen von Stahlbewehrung unterzubringen. Die doppelt gekrümmte Form der Brückenunterseite stellte die Zimmerleute und Eisenflechter vor eine Herausforderung. Die niedrige Bauhöhe ließ auch kein konventionelles Gleisbett mit Schwellen und Schotter zu, die Schienen wurden direkt ohne Schwellen in der Betonbahn verschraubt. Der Beton ist rot gefärbt, in einem Farbton, der dem traditionellen Falunrot entspricht, das, meinte Norman Foster, sei eine passende Farbe für eine schwedische Brücke. Die Fundamente der Brückenpfeiler liegen bei einer Tiefe von 20 bis 35 Metern unter der Wasseroberfläche auf stabilem Fels. Über die Brücke führen zwei Eisenbahngleise und zwei Geh- bzw. Fahrradwege. Die neue Årstabrücke wurde am 28. August 2005 von König Carl XVI. Gustaf eingeweiht.
Die neue Brücke ist 833 Meter lang, 19,5 Meter breit und bietet eine Durchfahrtshöhe von 26 Metern.